# Calceomyces
Calceomyces es un género de hongos en la familia Xylariaceae. Este es un género monotípico, su única especie es Calceomyces lacunosus.